# Nan, Yiyang
Nan, tidigare romaniserat Nanhsien, är ett härad som lyder under Yiyangs stad på prefekturnivå i Hunan-provinsen i södra Kina.